# Tipula chilensis
Tipula chilensis är en tvåvingeart som beskrevs av Alexander 1920. Tipula chilensis ingår i släktet Tipula och familjen storharkrankar. Inga underarter finns listade i Catalogue of Life.